# Rochy-Condé
Rochy-Condé és un municipi francès, situat al departament de l'Oise i a la regió dels Alts de França. L'any 2007 tenia 832 habitants.

## Demografia

### Població
El 2007 la població de fet de Rochy-Condé era de 832 persones. Hi havia 319 famílies de les quals 66 eren unipersonals (39 homes vivint sols i 27 dones vivint soles), 109 parelles sense fills, 128 parelles amb fills i 16 famílies monoparentals amb fills.
La població ha evolucionat segons el següent gràfic:
Habitants censats

### Habitatges
El 2007 hi havia 354 habitatges, 323 eren l'habitatge principal de la família, 13 eren segones residències i 18 estaven desocupats. 289 eren cases i 63 eren apartaments. Dels 323 habitatges principals, 228 estaven ocupats pels seus propietaris, 90 estaven llogats i ocupats pels llogaters i 5 estaven cedits a títol gratuït; 4 tenien una cambra, 29 en tenien dues, 57 en tenien tres, 90 en tenien quatre i 143 en tenien cinc o més. 294 habitatges disposaven pel capbaix d'una plaça de pàrquing. A 141 habitatges hi havia un automòbil i a 159 n'hi havia dos o més.

### Piràmide de població
La piràmide de població per edats i sexe el 2009 era:
| Homes | Edats   | Dones |
| ----- | ------- | ----- |
| 0     | 95 o +  | 0     |
| 0     | 90 a 94 | 4     |
| 0     | 85 a 89 | 4     |
| 0     | 80 a 84 | 8     |
| 0     | 75 a 79 | 0     |
| 16    | 70 a 74 | 20    |
| 20    | 65 a 69 | 24    |
| 20    | 60 a 64 | 12    |
| 12    | 55 a 59 | 12    |
| 32    | 50 a 54 | 16    |
| 12    | 45 a 49 | 8     |
| 16    | 40 a 44 | 36    |
| 40    | 35 a 39 | 28    |
| 28    | 30 a 34 | 36    |
| 16    | 25 a 29 | 28    |
| 8     | 20 a 24 | 0     |
| 16    | 15 a 19 | 24    |
| 28    | 10 a 14 | 28    |
| 28    | 5 a 9   | 12    |
| 16    | 0 a 4   | 16    |

## Economia
El 2007 la població en edat de treballar era de 552 persones, 455 eren actives i 97 eren inactives. De les 455 persones actives 417 estaven ocupades (214 homes i 203 dones) i 39 estaven aturades (13 homes i 26 dones). De les 97 persones inactives 34 estaven jubilades, 36 estaven estudiant i 27 estaven classificades com a «altres inactius».

### Ingressos
El 2009 a Rochy-Condé hi havia 341 unitats fiscals que integraven 864 persones, la mediana anual d'ingressos fiscals per persona era de 18.602,5 €.

### Activitats econòmiques
Dels 35 establiments que hi havia el 2007, 4 eren d'empreses extractives, 1 d'una empresa alimentària, 1 d'una empresa de fabricació de material elèctric, 4 d'empreses de fabricació d'altres productes industrials, 3 d'empreses de construcció, 8 d'empreses de comerç i reparació d'automòbils, 5 d'empreses de transport, 1 d'una empresa d'hostatgeria i restauració, 1 d'una empresa financera, 3 d'empreses de serveis, 1 d'una entitat de l'administració pública i 3 d'empreses classificades com a «altres activitats de serveis».
Dels 10 establiments de servei als particulars que hi havia el 2009, 1 era una oficina de correu, 1 taller de reparació d'automòbils i de material agrícola, 2 fusteries, 1 lampisteria, 2 perruqueries, 2 restaurants i 1 saló de bellesa.
Dels 2 establiments comercials que hi havia el 2009, 1 era una botiga de menys de 120 m² i 1 una botiga de mobles.
L'any 2000 a Rochy-Condé hi havia 6 explotacions agrícoles.

## Equipaments sanitaris i escolars
El 2009 hi havia una escola elemental.

## Poblacions més properes
El següent diagrama mostra les poblacions més properes.